# L'Ami du roi
L’Ami du Roi  est un journal royaliste créé le 1er juin 1790 par l’abbé Thomas Marie Royou et Galart de Montjoie.

## Historique
Avec le déclenchement de la Révolution, les propriétaires et les rédacteurs de l’Année littéraire, revue d’opinion royaliste, décident de s’engager dans la mêlée politique. Paraissant tous les six jours, cette revue n’a pas la réactivité nécessaire pour faire face à l’actualité. Aussi décident-ils, vers le milieu de 1790, de concert avec l’imprimeur Jean-Baptiste Crapart et le libraire Pierre-César Briand, de créer un journal quotidien intitulé l’Ami du Roi, des Français, de l’Ordre, et surtout de la Vérité, par les continuateurs de Fréron. Le premier numéro paraît le 1er juin 1790. Le principal rédacteur en est alors Montjoie, l’abbé Royou n’étant encore qu’un collaborateur.
Toutefois, le 6 août, Royou quitte le journal et fonde son propre Ami du Roi, installé à l’angle des rues Saint-André et de l’Éperon, et dont le premier numéro paraît le 1er septembre suivant. Peu après Montjoie quitte à son tour la rédaction du journal et fonde sa propre feuille, également baptisée l’Ami du Roi, et dont le premier numéro paraît lui aussi le 1er septembre. À partir de cette date, trois feuilles, portant chacune le titre : l’Ami du Roi paraissent donc concurremment.
Les souscripteurs plébiscitant la feuille de Royou, Crapart est contraint de s’entendre avec Montjoie. Leurs deux feuilles fusionnent, et Montjoie prend la direction du nouveau journal, le 6 novembre 1790. Selon Eugène Hatin, Montjoie se signale par « une plume exercée ; son style est correct, facile, soutenu toujours sur un ton convenable. C’est, dit Léonard Gallois, le Brissot du royalisme, dont l’abbé Royou se fit le Marat. On pourrait dire aussi que le succès de son journal fut à celui de Royou ce que le succès du Patriote français fut à celui de l’Ami du peuple. C’était un succès d’estime ; l’autre était un succès de passion. » Outre qu’elle bénéficie de l’appui financier de la Cour et des ministres jusqu’à la fuite de Louis XVI, la feuille de Royou se distingue par la violence de son langage et la radicalité de ses positions. Ainsi, elle appelle les officiers à démissionner de l’armée.
Cette violence et cette radicalité, qui font le succès de Royou auprès de l’opinion « aristocratique », attirent également sur sa personne toute la violence des attaques. Après la fusillade du Champ-de-Mars, les comités de recherches et des rapports ordonnent l’arrestation de Royou, le 22 juillet 1791. Ne l’ayant pas trouvé chez lui, les gardes nationaux mettent les scellés sur une partie de ses papiers, emportant le reste, et arrêtent sa sœur, veuve de Fréron, tandis que les presses de son journal sont brisées par la colère des insurgés.
La parution de sa feuille connaît une interruption du 23 juillet au 6 août 1791, avant d’être reprise par Jacques-Corentin Royou, qui fait montre d’une virulence égale à son frère.
Après la ratification de la Constitution de 1791, une amnistie est votée, et l’abbé Royou reprend la rédaction de son journal. Devant la radicalité de ses attaques et ses prises de position polémiques, qui n’ont d’égales que celles de l'Ami du peuple de Marat, l’Assemblée législative décrète d’accusation Marat et Royou le 3 mai 1792. Si Royou échappe à l’arrestation, son journal disparaît cependant quelques semaines plus tard, son frère rechignant à poursuivre l’entreprise.
De son côté, le journal de Montjoie paraît sans interruption jusqu’au 10 août 1792, avant de disparaître avec la chute de la royauté. Après le 10 août, le girondin Gorsas, rédacteur du Courrier des 83 départements, se fait adjuger les presses de l’Ami du roi.
Sous le Directoire, Jacques-Corentin Royou tente de lancer un nouveau journal, intitulé l’Invariable, dont le premier numéro paraît le 1er messidor An V ; mais cette tentative ne dure pas, son directeur étant proscrit après le coup d'État du 18 fructidor an V.

## Source principale
- Eugène Hatin, Histoire politique et littéraire de la presse en France, Paris, Poulet-Malassis et de Broise, 1861, t. 7, p. 124-161.